# Paymogo
Paymogo – gmina w Hiszpanii, w prowincji Huelva, w Andaluzji, o powierzchni 213,47 km². W 2011 roku gmina liczyła 1293 mieszkańców.